# Minipivovar Novosad
Minibrowar Novosad – browar w czeskim mieście Harrachov.
Położony jest na terenie huty szkła (z 1712, jednej z najstarszych w Czechach). Istnieje tu unikalna możliwość zażycia dwudziestominutowej piwnej kąpieli w położonych tuż obok huty łaźniach.